# The Right Stuff (álbum)
The Right Stuff é o primeiro álbum de Vanessa Lynn Williams lançado em 1988. Os seus álbuns e singles foram bem recebidos tanto pelos mercados urbanos como pelos Pop. Inclui os singles, "The Right Stuff", "(He's Got) The Look", "Dreamin" e "Darlin' I". O álbum ganhou o disco de Ouro pela venda de mais de 500.000 cópias e lhe rendeu três indicações ao Grammy Award.

## Faixas
1. "The Right Stuff" (Kipper Jones, Rex Salas) 4:18
2. "Be a Man" (Jones, Larry Robinson, Patrice Rushen) 4:57
3. "Dreamin'" (Lisa Montegomery, Geneva Paschal) 5:25
4. "If You Really Love Him" (Chuckii Booker, Salas) 5:24
5. "(He's Got) The Look" (Wesley Thomas Jr., Adil Bayyan, Amir-Salaam Bayyan) 4:11
6. "I'll Be the One" (Johnny Elkins, Mike Greene) 4:05
7. "Security" (Jones, Salas) 4:38
8. "Darlin' I" (Kenny Harris, Salas) 4:07
9. "Am I Too Much?" (David Paul Bryant, Darryl Ross) 4:08
10. "Can This Be Real?" (Dan Serafini) 5:15
11. "Whatever Happens" (Larry Carlton, Bill Withers) 3:26